# Svatý Maur (benediktin)
Svatý Maurus (500 až 512? Řím – 584? Galie) byl římský křesťanský světec, za života benediktinský opat, jehož učitelem byl svatý Benedikt z Nursie.

## Život
Maurus se narodil v rodině římského senátora. Byl oblíbeným žákem svatého Benedikta z Nursie, se kterým se znal již od dětství.

### Benediktinem
Maurus toužil po duchovním životě, a tak vstoupil do benediktinského kláštera Montecassino, kde ho i přes jeho odpor považovali za jakéhosi zástupce svatého Benedikta. Je doloženo, že měl dar uzdravovat poutníky. Dochovala se zpráva o uzdravení němého chlapce, kterého přivedli do kláštera ke svatému Benediktu, aby mu požehnal. Benedikt v té době v klášteře nebyl, a tak byl o žehnání požádán Maurus, kterého spatřili při návratu z klášterního hospodářství. Maurus se zdráhal žehnat němému chlapci, ale nakonec byl přemluven a chlapci požehnal. Podle tradice začal chlapec mluvit.
Když svatý Benedikt dostal nabídku na založení kláštera v Galii, poslal tam „na obhlídku“ Maura a s ním čtyři řeholníky. Na cestu je vybavil svým požehnáním a stanovami benediktinského řádu a pověřil je šířením víry.
Maurus na určeném místě založil benediktinské opatství, v němž se stal opatem. Když svatý Benedikt zemřel, Maurus byl zvolen jeho nástupcem. V roce 1969 byla jeho liturgická památka spojena s památkou svatého Placida (do té doby svátek slaven 15. ledna).